# Drostenborg
De voormalige Drostenborg (ook Gockingaborg of hues to Oesterbroecke genoemd) is een voormalig steenhuis of herenhuis in de buurtschap Uiterburen te Zuidbroek. Vanaf de 16e eeuw tot in de Franse tijd zetelde hier de ambtman, later de drost van het Wold-Oldambt. De huidige villa Drostenborgh aan de Uiterburen 53 is gebouwd in 1875. Het is een rijksmonument.

## Geschiedenis

### Gockingaborg

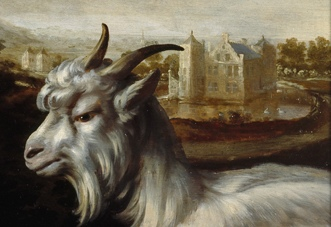
Fantasiebeeld van de Gockingaborg te Zuidbroek, 1656

De Gockingaborg was een steenhuis dat vermoedelijk halverwege de 13e eeuw werd gebouwd door de hoofdelingenfamilie Gockinga. Het steenhuis bevond zich in de buurtschap Uiterburen onder Zuidbroek op het terrein van de huidige Drostenborg. Op dit terrein zijn muurresten van kloostermoppen gevonden.
De borg bevond zich op een strategische plek aan de route van Groningen naar Westfalen, die hier over het hoogveen liep en bij de borg naar het zuiden afboog. De weg liep verder via een brug over de Munter Ae langs het (verdronken) dorp Meeden in de richting van Winschoten en Wedde, en vandaar via de zandrug van Bourtange naar de Eems.
De oorspronkelijke bewoners van het steenhuis, de leden van de familie Gockinga, probeerden de macht in het Oldambt naar zich toe te trekken en kregen het daardoor aan de stok met de stad Groningen en met de bewoners van omliggende dorpen. Ze noemden zich hoofdelingen te Oosterbroek (Oesterbroke); dit ter onderscheiding van Westerbroek. De Gockinga's kozen, net als andere machtige hoofdelingen, in de strijd tussen de Schieringers en Vetkopers voor het laatste kamp. In 1398 droegen Tammo Gockinga en Menno Houwerda van Termunten de dorpen waarover zij meenden te heersen over aan de Hollandse graaf Albrecht van Beieren, om daarna het hele Oldambt in leen terug te krijgen. De stad Groningen, die op de hand van de Schieringers was, trok vervolgens tegen deze lokale krijgsheren op. In 1399 dwong de stad de toenmalige borgheer Eelt Gockinga, hoofdeling te Oestbroeck, de wallen rond zijn borg te slechten en de gracht te dempen. Eelt Gockinga (ook Eijoltt, Ayolt, Eelke of Elde genoemd) voorkwam daarmee dat hij in Groningen voor het gerecht moest verschijnen. Toen dit niet het gewenste effect had trok de stad twee jaar later opnieuw op tegen de Gockinga's. 
Eijlt Gockinge hues to Oesterbroecke.werd op 23 april 1401 verwoest door boeren uit het Oldambt en Duurswold met steun van manschappen en kanonnen uit de stad Groningen. De bezetting werd daarbij deels gedood, vee, graan en huisraad geroofd. Eerder al waren de kerken beroofd, vooraanstaande inwoners gegijzeld en was (aldus de kroniek van Rengers) tevens de kerk van Noordbroek in brand gestoken. De voorburg (de underborch) van het kasteel werd gesloopt, de grachten werden dichtgegooid en de stenen afgevoerd. Aan de vorm van het perceel naast de borg te zien, ging het mogelijk om een ommuurd kasteel met vier hoekbastions. De verwoesting van de borg op de dag van de heilige Gregorius werd nog jaren later in de stad Groningen feestelijk herdacht.
Eelt Gockinga werd ruim vier jaar lang in de boeien gesloten. Zijn moeder stierf in gevangenschap, hijzelf niet lang na zijn vrijlating. In een klaagschrift dat wordt geciteerd door Ubbo Emmius en Johan Rengers van ten Post doet de zoon Eppo Gockinga uitvoering verslag van de krijgshandelingen en de vernederingen die de familie zich moest laten welgevallen. De Gockinga's bleven trouw aan de partij van de Vetkopers, die onder leiding was komen te staan van de Oost-Friese krijgsheer Keno tom Broke. De Schieringer voorman Coppen Jarges, die de macht in de stad had gegrepen, nam daarop wraak op de Vetkopers door in 1414 een gouden schrijn uit de kerk van Midwolda te roven. De pastoor van Midwolda was altijd loyaal aan de Gockinga's geweest.   
Eppo Gockinga herbouwde het slot en versterkte het weer, maar moest naar Oost-Friesland vluchten. In 1437 trouwde Eppo met de weduwe Frouwa Cirksena van Greetsiel, een zus van de latere graaf Ulrich I Cirksena van Oost-Friesland. Oost-Friese documenten noemen hem ook wel Eppe(n) to Westerbroke, ter onderscheiding van de familie Tom Broke uit het Brookmerland.
In 1438 werd het slot voor de derde maal belegerd en ingenomen door de stad Groningen, omdat de Gockinga's en de Houwerda's partij hadden gekozen voor de Oost-Friezen. Daarbij verloor Eppo tevens zijn steenhuis te Bellingwolde (dat hues to Billinge), dat door de stad werd geslecht. In de stukken is onder andere sprake van het Ockinge hues unde erve ... to Broke, vermoedelijk een verschrijving voor Gockinge hues (volgens sommigen echter een verwijzing naar het verdwenen Ockeweer in de Dollard). Door tussenkomst van zijn zwager mocht Eppo Gockinga het steenhuis bij Uiterburen blijven bewonen tot zijn dood in 1444, maar daarna vervielen zijn goederen aan de stad Groningen. Zijn weduwe werd door stadssoldaten van haar bezit verjaagd en probeerde tot 1456 tevergeefs haar goederen te Uiterburen terug te krijgen. De zoon uit haar eerste huwelijk Sibet Attena op de Beningaburg te Dornum probeerde vervolgens een doorbraak te forceren door gewapenderhand de Eems over te steken en Oterdum in te nemen. Graaf Ulrich wist in 1458 een verzoening bewerkstelligen, maar Frouwe kreeg daarmee het steenhuis niet terug. Een ander familielied, een zekere Remben Gockinga te Noordbroek, wordt genoemd in 1441.
De familie Gockinga stierf rond 1500 uit. Via de vrouwelijke lijn stamden twee andere families Gockinga van hen af. Een ervan bezat van 1772 tot 1851 de buitenplaats Veenhuizen te Stootshorn. Enkele leden van de laatste familie bewoonden gedurende enkele jaren de Drostenborg, als ambtswoning, namelijk Scato Gockinga (1652-1687) en diens gelijnamige zoon Scato (1683-1759).

### Drostenborg
Vanaf de 16e eeuw resideerde in Zuidbroek de ambtman, later de drost van het Oldambt. De oorspronkelijke borg moet in de 16e eeuw zijn verbouwd tot een herenhuis. 
De Gockema goederen met de Gockema heert met dat Klene Arve en zo'n 250 deimt (125 hectare) aan akkers, weiland, venen en kwelders komen vanaf 1526 in de Groningse stadsrekeningen voor. Landerijen en borg werden verpacht. Het gebouw werd vanaf 1547 bewoond door drost Albert Rolteman, die tevens de bijbehorende twaalf akkers veenland en 23 deimt bouw- en weiland huurde. De Gockemaheerdt werd vanaf 1576 opnieuw aan een landbouwer verhuurd en de boerderij werd aan hem verkocht, maar in het begin van de 17e eeuw werd de boerderij alsnog door de drost in gebruik genomen.
Vanaf de 17e eeuw sprak men over de landerijen ook als de Drostenheerd. Het herenhuis en de bijbehorende boerderij (het schathuis) stonden ten noorden van de huidige villa, deels op het belendende perceel. Een kaart uit 1725 toont het herenhuis met een bijgebouw en bossschages binnen een gracht. Daarachter bevond zich de Hoppecamp. De Dollardkaart van Henricus Teijsinga van omstreeks 1735 laat een dwarshuis zien met daarachter een schuur met een afzonderlijk woongedeelte. Op 17e-eeuwse kaarten staat de Drostenborg gewoonlijk aangegeven als olim Gockinga (de voormalige Gockingaborg). Op de provinciekaart van Theodorus Beckeringh uit 1781 staat daarentegen Drosten Borgh.

Sinds 1798 was de Drostenborg geen ambtswoning meer. De houtopstanden (waaronder 550 eikenbomen) werden te koop aangeboden en gekapt; de Gockingaheerd werd in percelen verhuurd. De stads behuizinge met schuur, tuinen en singels werd verkocht aan de koopman Jan Reinders uit Hoogezand, die ze in 1805 met bijna vier hectare land overdeed aan raadsheer, landdrost en parlementslid Albert Johan de Sitter, die tevens een deel van de Gockingaheerd huurde.  De borg wordt in 1823 bij verkoop beschreven als: 
Een aanzienlijke buitenplaats, bestaande in eene Heeren Behuizinge, waarin zes Kamers, een Keuken en vier groote Kelders; voorts een groot nieuws getimmerd Schathuis, waarin Keuken, Knechten Kamer, Melkkelder, Stalling voor paarden en vee, mede zeer geschikt tot een Winter-Verblijf; wijders een Hof, Broeijerij en Appelhof, alles gelegen in deszelfs Grachten, met Cingels en Bosch, benevens nog twee uitgestrekte Tuinen en een Kampe Lands, te zamen in een opstrek gelegen te Uiterburen, in Zuidbroek, en ongeveer 7½  Deimpten groot. 
In 1830 en 1832 stond de borg met schathuis, hoven, tuinen, bos en landerijen opnieuw te koop. Hij was in handen van de erven van Onno Reint van Iddekinge, die het landgoed 's zomers verhuurden, onder andere aan mr. Tammo Sijpkens (1780-1842), lid van de Eerste Kamer. Oude inwoners wisten later te vertellen dat de borg was omgeven door grachten, met een ophaalbrug aan de noordoostkant die toegang gaf tot een singel, die naar de borg voerde. Het nieuwe schathuis - vermoedelijk een complete boerderij - stond aan de noordoostkant van de borg. In 1857 werd de borg met koetshuis, stalling, hoven, singels en zes hectare land (waarvan 3½ hectare kleiland bij de Oudedijk) nogmaals te koop aangeboden; tegelijkertijd verkocht de stad ook de Gockingaheerd.

### Luciferfabriek H.J. Köster & Co.
De Drostenborg werd in 1870 bewoond door Hermann Johann Köster (1844-1912), afkomstig uit Jemgum, wiens manufacturenzaak te Zuidbroek in 1868 failliet was gegaan. Met het geld van enkele plaatselijke investeerders liet hij ten noorden van de borg (waarschijnlijk in het schathuis) een luciferfabriek inrichten, een van de eerste in Nederland. De fabriek zou eerst in Muntendam komen, maar het brandgevaar werd daar te groot geacht. In de fabriek werkten vooral Duitse arbeiders, verder vrouwen en kinderen. Ook stond er een stoommachine. De borg en fabrieksruimte kregen een nieuw dak om het brandgevaar binnen de perken te houden. De gezondheidsinspectie wees op de gevaarlijke arbeidsomstandigheden en eiste daarom extra maatregelen. Kösters vennoten trokken zich februari 1872 uit de firma terug en begonnen te procederen, maar moesten hem uiteindelijk uitkopen.
Nadat Köster in 1874 het proces had gewonnen, vertrok hij spoorslag naar Duitsland. Diezelfde avond (15 januari) stonden de fabriek en de borg in lichterlaaie. Een oud vrouwtje had eerder tegenover de predikant voorspeld dat de Drostenborg voor de tweede keer zou afbranden. Over een eerdere brand is echter niets bekend, mogelijk gaat het om het schathuis. De borg met tuinen, grachten, singels en ruim 2 hectare land werd in januari 1875 verkocht. De restanten werden gesloopt door de timmerlieden Wubbo Bos en Derk Huisman.
Köster zette, aanvankelijk met zijn compagnon Derk Monkhorst uit Zuidbroek, de bedrijfsactiviteiten voort in Hannover, later in Schiedam en Amsterdam. Vanaf 1905 exploiteerde hij een cocaïnefabriek te Bussum. Monkhorst was in 1889 opzichter op de aardappelmeelfabriek van W.A. Scholten te Veendam.

### Villa Drostenborch
Na de brand in 1874 werd een deftige villa in een Duits aandoende, eclectische stijl gebouwd, voorzien van een Engelse tuin met een ronde vijver, slingerpaden en een bergje. In de stoep zijn de intitialen van de landbouwer en paardenkoper Wilhelm Ludwig Jutting (1837-1899) en zijn echtgenote Reinetta Boelman (1836-1919) aangebracht, met het jaartal 1875. Wie opdracht tot de bouw gaf, is echter onduidelijk. De borg met de omliggende singels kwam aanvankelijk in handen van de rentenierende landbouwer Johannes Viëtor uit Scheemda, afkomstig uit Amdorf bij Leer. Diens weduwe verkocht de Drostenborg in december 1878 voor 7000 gulden aan Jutting, een zoon uit haar eerste huwelijk. Jutting werd in 1885 directeur van de nieuwe Noord- en Zuidbroekster Stoom-Zuivelfabriek. Hij hield tevens het nodige vee. Zijn weduwe woonde hier tot haar overlijden in 1919.
Het achterhuis van de villa is in 1984 vervangen door een moderne aanbouw. De tuin is aan drie zijden omsloten door een gracht met singelbeplanting. In de tuin staat een karakteristiek houten tuinhuisje dat afkomstig is van de voormalige boerderij Kerkstraat 39. Ook zijn er restanten van een oude boomgaard aanwezig. De villa staat vermoedelijk iets ten zuiden van de oorspronkelijke Drostenborg. De noordelijke sloot doorsnijdt de fundamenten van het schathuis. Van de oorspronkelijke grachten en singels is niets over. 

## Andere steenhuizen
Verder zuidelijk aan de Uiterburen 39 is in 1955 het fundament van een steenhuis blootgelegd op het terrein van Remt Lambert Buringh, toen deze een schuur achter zijn boerderij wilde bouwen. De afmetingen van de ruïne bedroegen ca. 5,30 × 8,20 m; de muren waren maximaal 1.62 m dik. De fundamenten bestonden uit kloosterstenen van ongeveer 32 × 15 × 9 cm. Aanvankelijk werd gedacht dat het om een steenhuis van de Gockinga's moest gaan. Aangenomen werd dat leden van de familie in Zuidbroek waren blijven wonen. Bewijzen daarvoor ontbreken. Vóór de boerderij Uiterburen 49 zijn eveneens zware fundamenten gevonden. Daarnaast hebben archeologen enkele steenhuizen blootgelegd op het bedrijventerrein 'De Gouden Driehoek' te Zuidbroek. Die zijn door de Dollard overspoeld.

## Wapen
Het wapen van de voormalige gemeente Zuidbroek was gevormd uit elementen van de wapens van de stad Groningen en van de familie Gockinga, namelijk een opvliegende adelaar. Her betreft hier echter niet het wapen van de middeleeuwse familie (dat Sint-Joris uitbeeldde), maar dat van een later geslacht. In het wapen van Oosterbroek stond ter aanduiding van de Gockinga's een kasteel afgebeeld. Het wapen van de latere gemeente Menterwolde bevatte een lelie, die eveneens verwijst naar de familie Gockinga.

## Trivia
- De Drostenborg te Zuidbroek moet niet verward worden met het Huis te Wedde dat ook als Drostenborg werd betiteld
- NV De Drostenborg was een scheepswerf te Zuidbroek, actief in de jaren 1962 tot 1967
- Drostenborg is een boerenerf in de Dijkhoek bij Borculo, genoemd sinds 1683; daaraan ontleend is de familienaam Drostenborg (sinds 1667), die vooral in de Achterhoek voorkomt[38]
- De Drostenborgh was een villa te Scheveningen
- Orion College Drostenburg is een school voor Voortgezet Speciaal Onderwijs in Amsterdam, gevestigd in de straat Drostenburg
- Drostenburg SO is een school voor Speciaal Onderwijs in Amsterdam (voor kinderen met een lichamelijke- of meervoudige beperking of chronische ziekte), gevestigd in de straat Drostenburg

## Externe site
- Rijksdienst voor Cultureel Erfgoed: woonhuis Uiterburen 53, Zuidbroek